# Helga Baumgarten

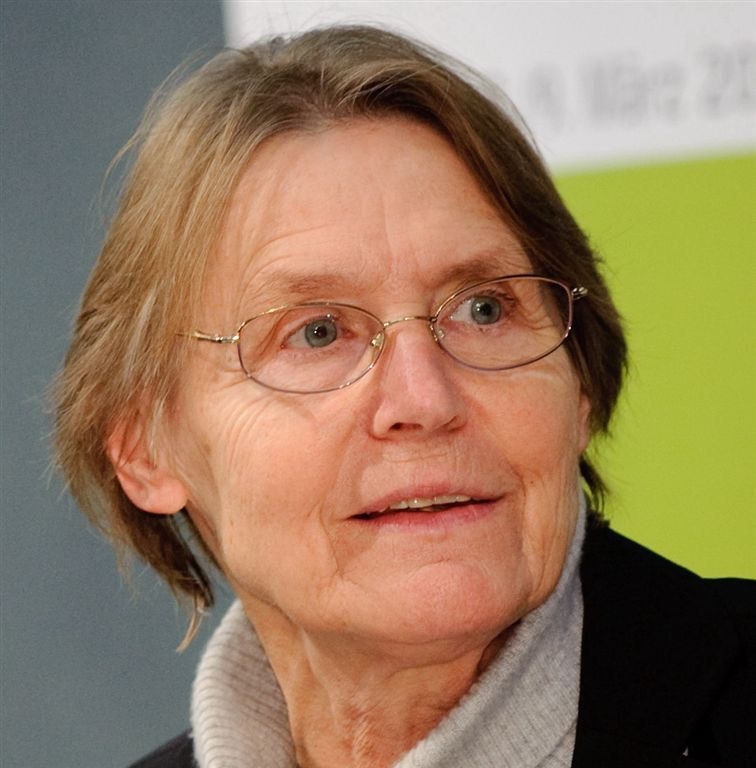
Helga Baumgarten (2010)

Helga Baumgarten (* 21. September 1947 in Stuttgart) ist eine deutsche Politikwissenschaftlerin, die schwerpunktmäßig zu Palästina, zum Nahostkonflikt und zu politischen Transformationen in der arabischen Region arbeitet. Sie lehrte von 1993 bis zu ihrem Ruhestand im Jahr 2019 als Professorin an der Universität Bir Zait nördlich von Ramallah im Westjordanland.

## Leben

### Ausbildung
Helga Baumgarten wurde in Stuttgart geboren. Sie ging von 1954 bis 1958 in Harthausen (Stadtteil von Filderstadt) in die Grundschule und von 1958 bis 1966 in Nürtingen ins Gymnasium. Nach dem Abitur studierte sie Geschichte, Englisch und Latein an der Universität Tübingen. Ein Fulbright-Stipendium ermöglichte ihr einen Studienaufenthalt an der Stony Brook University in New York von 1969 bis 1971. Dort erwarb sie den Grad eines M.A. in Geschichte. 1971 kehrte sie nach Tübingen zurück und schloss dort 1972 ihr Studium mit dem Staatsexamen in Englisch und Geschichte ab.
Von 1972 bis 1973 studierte sie an der London School of Economics and Political Science Geschichte und daneben an der School of Oriental and African Studies in London Arabisch und Middle East Studies als Aufbaustudium mit einem Stipendium des Deutschen Akademischen Austauschdienstes (DAAD).
Von 1973 bis 1974 absolvierte sie ein Aufbaustudium an der Universität München in Politikwissenschaft, Soziologie, Geschichte und Arabisch. 1974 wechselte sie an die Universität Göttingen und studierte die gleichen Fächer mit einem Promotionsstipendium der Universität.
Zur selben Zeit absolvierte sie von September 1973 bis Dezember 1974 eine Ausbildung an der Deutschen Journalistenschule in München mit Praktika beim Westdeutschen Rundfunk (WDR) in Köln und der Frankfurter Rundschau. Sie schloss mit dem Erwerb des Journalisten-Diploms ab.
Im März 1985 wurde sie an der Freien Universität Berlin mit der Dissertation Entstehung und Entwicklung der Palästinensischen Nationalbewegung 1948–1967/68. Untersuchungen zu Ideologie und Politik der Bewegung der Arabischen Nationalisten und der Nationalbewegung zur Befreiung Palästinas (Fateh) zum Dr. phil. promoviert. Gutachter waren Friedemann Büttner und Alexander Schölch.

### Lehr- und Forschungstätigkeit
Von 1970 bis 1971 war Helga Baumgarten Lehrassistentin an der New Yorker Stony Brook University für Moderne Geschichte. 1971–72 arbeitete sie als Lehrassistentin für Amerikanistik an der Universität Tübingen. Von 1976 bis 1979 war sie Lecturer in Cultural Studies und Political Science an der American University of Beirut im Libanon.
Nach ihrer Rückkehr aus dem Libanon war sie von 1979 bis 1980 Forschungsassistentin im Fachbereich Politikwissenschaft (Professor Bassam Tibi) an der Universität Göttingen. Von dort wechselte sie zur Freien Universität Berlin, Arbeitsstelle Politik des Modernen Vorderen Orients, als wissenschaftliche Mitarbeiterin. Nach ihrer Promotion 1985 führte sie von 1985 bis 1988 ein von der Stiftung Volkswagenwerk finanziertes Forschungsprojekt „Migration und Diaspora-Nationalismus“ durch. Von 1989 bis 1990 arbeitete sie als Forschungsassistentin von Professor Udo Steinbach am Deutschen Orient-Institut in Hamburg.
Nach dem Umzug nach Jerusalem nahm sie die Arbeit als DAAD-Beauftragte für die Westbank und den Gazastreifen auf. 1996 eröffnete der DAAD ein Informationszentrum in Ost-Jerusalem, das sie zunächst bis 2001 und wieder von 2004 bis 2013 leitete.
Zwischen 2001 und 2004 forschte sie mit einem Forschungsprojekt der Deutschen Forschungsgemeinschaft (DFG) an einem Projekt Transformation Neopatrimonialer Rentierstaaten in der Arabischen Region, durchgeführt am Seminar für Politikwissenschaft der Universität Tübingen (in Kooperation mit Professor Peter Pawelka) mit Feldforschungsaufenthalten in Ägypten, Jordanien und Syrien.
Im Februar 1993 begann Helga Baumgarten als Associate Professor im Fach Politikwissenschaft (Gastprofessur des DAAD) an der Universität Birzeit zu lehren. Von März bis Juni 2004 war sie Fellow am Österreichischen Institut für Internationale Politik in Wien. 2004 wurde sie an der Universität Birzeit zum Full Professor befördert. Von 2004 bis 2015 leitete sie hier das M.A.-Programm Democracy and Human Rights (DMHR). Bis zu ihrem Ruhestand 2019 lehrte sie neben DMHR in verschiedenen Programmen: Seminar für Politikwissenschaft, Ibrahim-Abu-Lughod Institute for International Studies und schließlich im Interdisciplinary PhD Program for the Social Sciences. Dort betreut sie bis heute Doktorandinnen und gibt Seminare.
Sie hat regelmäßig Vorträge gehalten und an Seminaren und Konferenzen teilgenommen in Deutschland und an deutschen Universitäten, in Österreich und der Schweiz, in Frankreich und England und vor allem auch in den USA, u. a. Harvard und New School of Social Research, New York.
Mitte Juni 2024 forderte Baumgarten mit mehreren tausend weiteren Professoren und Dozenten den Rücktritt der Bildungs- und Forschungsministerin Bettina Stark-Watzinger aufgrund ihrer Erwägungen zur Kürzung von Forschungsmitteln für Hochschulangehörige, die zuvor gegen die Räumung eines propalästinensischen Protestcamps ausgesprochen hatten.

### Privates
Helga Baumgarten lebt in Ostjerusalem. Sie war mit dem 2024 verstorbenen palästinensischen Musiker, Komponisten und Oud-Solisten Mustafa al-Kurd verheiratet. Beide haben einen Sohn, Sami Darwish al-Kurd, der Tonmeister ist und als Musiker (elektrische Gitarre, Komposition, Gesang) arbeitet, sowohl als Solist als auch mit anderen Gruppen und mit seiner eigenen Band.

## Kontroversen
Nach dem Tod des palästinensischen Terroristen und Politiker Yahya Sinwar, der als Drahtzieher des Terrorangriffs der Hamas auf Israel am 7. Oktober 2023 gilt, schrieb Baumgarten über Sinwar, die palästinensische Bevölkerung sehe ihn als „historischen Helden“ und „Ikone des Widerstands“. Zudem schrieb Baumgarten, Sinwar habe keinerlei antisemitische Einstellungen gezeigt. Der Schweizerische Israelitische Gemeindebund und die Stiftung gegen Rassismus und Antisemitismus bewerteten diese Aussagen als Verharmlosung des Attentats vom 7. Oktober.
Wegen des Vorwurfs der Einseitigkeit, der Verharmlosung der Hamas sowie der systematischen Delegitimierung Israels sprachen sich der Verband Jüdischer Studierender Hessen sowie die Antisemitismus-Beauftragte der Philipps-Universität Marburg gegen eine Veranstaltung Baumgartens an der Marburger Universität im Juni 2025 aus.

## Veröffentlichungen

### Bücher
- Völkermord in Gaza. Eine politische und rechtliche Analyse (mit Norman Paech), Promedia, Wien 2025, ISBN 978-3-85371-542-0.
- Kein Frieden für Palästina. Der lange Krieg gegen Gaza, Besatzung und Widerstand, Promedia, Wien 2021, ISBN 978-3-85371-496-6.
- Kampf um Palästina - was wollen Hamas und Fatah?, Herder, 2013, ISBN 978-3-451-06543-9.
- Hamas: Der politische Islam in Palästina. Diederichs, München 2006, ISBN 3-7205-2820-0.
- Min al-tahrir ila l-daula. Al-harakah al-wataniyah al-filastiniyah 1948-1988. Ramallah, 2006: Muwatin. (Arabische Übersetzung von Palästina. Befreiung in den Staat).
- The Myth of Camp David or The Distortion of the Palestinian Narrative. Birzeit 2004: Birzeit Strategic Papers.
- Arafat: Zwischen Kampf und Diplomatie. Ullstein, München 2002, ISBN 3-548-36419-5.
- Palästina: Befreiung in den Staat. Die palästinensische Nationalbewegung seit 1948. Suhrkamp 1991, ISBN 3-518-11616-9.

### Artikel (Auswahl)
- The Struggle for democratic space under violent settler colonialism and authoritarian rule. In: Jürgen Mackert et alii (eds.). 2021. The Condition of Democracy. Vol. 3: Postcolonial and Settler Colonial Contexts. London and New York: Routledge, SS. 90-109.

- Das Projekt eines palästinensischen Staates zwischen Demokratie und autoritärer Herrschaft. In: Uta Klein, Dietrich Thränhardt (Hg.): Gewaltspirale ohne Ende? Konfliktstrukturen und Friedenschancen im Nahen Osten. Wochenschau, Schwalbach 2002, S. 103–122.
- Discontented People and Outside Agitators. The PLO in the Palestinian Uprising. In: Jamal Raji Nassar, Roger Heacock (Hg.): Intifada. Palestine at the Crossroads. Praeger/Greenwood, New York 1990, ISBN 0-275-93411-X, S. 207–226.
- Autoritäre Systeme unter den Bedingungen der Globalisierung – das Beispiel Palästina. In: Peter Pawelka, Lutz Richter-Bernburg (Hg.): Religion, Kultur und Politik im vorderen Orient: Die islamische Welt im Zeichen der Globalisierung. VS Verlag für Sozialwissenschaften, Wiesbaden 2004, ISBN 3-531-14098-1, S. 76–92.

- Das „System Oslo“ und der Krieg gegen Gaza, in: INAMO 79 (Herbst 2014): 34-38.
- Die Hamas nach dem Gaza-Krieg, in: Welt Trends 65 (März/April 2009): 51-57.
- Die Hamas: Wahlsieg in Palästina. Islamistische Transformation zur Demokratie in einem neopatrimonialen Rentier-System, in: Orient (Hamburg) 47.1(2006):26-59.
- The Three Faces/Phases of Palestinian Nationalism, 1948-2005, in: Journal of Palestine Studies XXXIV.4 (summer 2005/136): 25-48.
- Jordanie: Vers la construction de la premiere democratie arabe?, in: Confluences Mediterranees 49 (printemps 2004) : 134-147.
- Neopatrimonial Leaders Facing Uncertain Transitions, in: Political Transitions in the Arab World, part three : Contemporary Paradigms and Cases (edited by Roger Heacock). Birzeit University: Ibrahim Abu-Lughod Institute, 45-86 (2002).
- Das Dilemma der Besatzung. Extreme Asymmetrie des israelisch-palästinensischen Konflikts, in: Kommune. Forum für Politik, Ökonomie, Kultur 20.8/02 (August 2002): 6-13.
- Ist der Friedensprozeß in Nah-Ost gescheitert? Was sich in Israel und Palästina seit Oslo geändert hat, in: Der Bürger im Staat 48.3 (1998): 169-173.
- Die palästinensischen Wahlen 1996, in: Orient (Hamburg) 37.4 (Dezember 1996): 599-618.
- Palästinenser in Jordanien, Libanon und Kuwait. Eine komparative Analyse der politischen Einflüsse von Migrationsgemeinden auf Aufnahmestaaten, in: Schriften des Zentralinstitutes für Fränkische Landeskunde und allgemeine Regionalforschung an der Universität Erlangen-Nürnberg (Wirkungen von Migrationen auf Aufnehmende Gesellschaften), 34.1996:253-268.
- Das „Gaza-Jericho-Abkommen“. Eine Zwischenbilanz des Friedensprozesses im Nahen Osten, in: Aus Politik und Zeitgeschichte (Beilage zur Wochenzeitung Das Parlament) B11 (März 1995): 3-31.
- Die PLO und die Intifada: Auf dem Weg zu einem unabhängigen palästinensischen Staat, in: Jahrbuch für Vergleichende Sozialforschung 1991: 41-66 (erschienen als Band 1994).
- Gaza-Jericho zuerst, in: Blätter für Deutsche und Internationale Politik 11.1993: 1307-1312.
- The PLO, Its Struggle for Legitimacy, and the Question of a Palestinian State, in: The Jerusalem Journal of International Relations 9.3 (1987): 99-114.
- Die palästinensische Nationalbewegung in der arabischen Welt. Das Beispiel Jordaniens und des Libanon, in: Orient (Hamburg) 21.4 (Dezember 1980): 511-528.

### Buchbeiträge (Auswahl)
- Der verhinderte Staat im Vorderen Orient: Palästina, in: Peter Pawelka (Hrsg.). 2008. Der Staat im Vorderen Orient. Konstruktion und Legitimation von Herrschaft. Baden-Baden: Nomos, 205-221.
- Die Hamas – Antwort einer unterdrückten Gesellschaft auf die Besatzung, in: Holger Albrecht (Hrsg.). 2007. Der Vordere Orient. Politik, Wirtschaft und Gesellschaft. Festschrift für Peter Pawelka. Baden-Baden: Nomos, 2003-221.
- Hamas ante portas, in: Georg Meggle (ed.). 2007. Deutschland, Israel und Palästina. Hamburg: Europäische Verlagsanstalt, 83-100.
- Koexistenzperspektiven in Israel / Palästina, in: Udo Steinbach (Hrsg.). 2006. Autochthone Christen im Nahen Osten. Zwischen Verfolgungsdruck und Auswanderung. Hamburg: Deutsches Orient-Institut, 179-192.
- The politicization of Christian-Muslim relations in the Palestinian National Movement, in: John Bunzl (ed.). 2004. Islam, Judaism, and the Political Role of Religions in the Middle East (with a foreword by Edward Said). Miami: Univ. of Florida Press, 75-96.
- Autoritäre Systeme unter den Bedingungen der Globalisierung: Das Beispiel Palästina – Oslo und danach (1994-2003), in: Peter Pawelka und Lutz Richter-Bernburg (Hrsg.). 2004. Religion, Kultur und Politik im Vorderen Orient: Die Islamische Welt und die Globalisierung. Wiesbaden: VS Verlag für Sozialwissenschaften, 76-92.
- Christen und Muslime in der palästinensischen Gesellschaft und Politik: Die Dynamik interkommunaler Beziehungen, in: Amr Hamzawy und Ferhad Ibrahim (Hrsg.) 2003. Religion, Staat und Politik im Vorderen Orient. Festschrift für Friedemann Büttner. Münster-London: LIT Verlag, 211-232.
- Das Projekt eines palästinensischen Staates zwischen Demokratie und autoritärer Herrschaft, in: Uta Klein und Dietrich Thränhardt (Hrsg.). 2002. Schwalbach/Ts: Wochenschau Verlag, 103-122.
- Schluss mit der Besatzung! Freiheit für Palästina! Der Osloer Verhandlungsprozeß, die palästinensische Autorität und die palästinensische Gesellschaft in den besetzten Gebieten – Flexibilität, Kompromisse und „rote Linien“, in Fritz Edlinger (Hrsg.). 2001. Befreiungskampf in Palästina. Von der Madrid-Konferenz zur Al Aqsa-Intifada. Wien: Promedia Verlag, 55-75.
- The Palestinian Political System: Chances for more Participation, in: Muriel Asseburg and Volker Perthes (eds.). 1998. Surviving the Stalemate: Approaches to trengthening the Palestinian Entity. Baden-Baden: Nomos, 41-52.
- Palästina: Bühne eines endlosen Konfliktes, in: Udo Steinbach (Hrsg.). 1992. Arabien: Mehr als Öl und Konflikte. Opladen: Leske und Budrich, 101-111.
- Land für Frieden? Der Israelisch-Palästinensische Konflikt nach dem Golfkrieg, in: Georg Stein (Hrsg.). 1991. Nachgedanken zum Golfkrieg (mit einem Vorwort von Robert Jungk). Heidelberg: Palmyra Verlag, 108-129.
- George Bushs Neue Weltordnung und Saddam Husain, in: Norbert Mattes (Hrsg.). 1991. „Wir sind die Herren und ihr unsere Schuhputzer“. Der Nahe Osten vor und nach dem Golfkrieg. Frankfurt: Dagyeli Verlag, 21-48.
- Migrations et nationalisme dans la diaspora – Les implications politiques des migrations de travailleurs palestiniens de la Rive Ouest et de la Bande de Gaza vers le Koweit depuis 1948, in: Gilbert Beauge et Friedemann Buettner (eds.) 1991. Les Migrations dans le Monde Arabe. Paris : Editions du CNRS, 93-110.
- « Discontented People » and « Outside Agitators » : The PLO in the Palestinian Uprising, in: Jamal Nasser and Roger Heacock (eds.). 1990. New York: Praeger Publishers, 207-226.
- Der Nahost-Konflikt und die Golfstaaten (mit Friedemann Büttner), in: Fred Scholz (Hrsg.) 1985. Die Golfstaaten. Wirtschaftsmacht im Krisenherd. Braunschweig: Georg Westermann Verlag, 65-80.

### Diverses
- Regelmäßige Publikationen in Inamo, Berlin.
- Außerdem: Das Parlament, Palästina Journal, Praxis Geschichte, Israel und Palästina: Zeitschrift für Dialog, Der Überblick etc.